# 源明子
源明子（みなもと の めいし/みなもと の あきらけいこ）は、平安時代の女性。以下の2人がいる。
- 源高明の娘、盛明親王養女。藤原道長室。
- 源信明の娘。

## 源明子（源高明の娘）
源明子（康保2年（965年） - 永承4年7月22日（1049年8月23日））は、藤原道長の側室。父は醍醐天皇の皇子で左大臣の源高明。母は藤原師輔女の愛宮。同母弟に源経房がいる。盛明親王の養女となった後の名は明子女王。

### 経歴
幼少時に安和の変で父の高明が大宰府に左遷される。母の愛宮も変の後に都で出家して隠棲したため、明子は叔父盛明親王の養女となる。親王の養女として皇籍に編入されたようで、花山天皇の即位式においては褰帳を務め『天祚禮祀職掌録』に「右、明子女王〈前上総太守、盛明親王女〉」と記されている。また「宮の御方」や「宮君」と呼ばれ、『公卿補任』には「従三位明子女王」と記載されている。
盛明親王の没後は藤原詮子の庇護を受け、詮子の弟である藤原道長と結婚した。明子は養父・盛明親王の没後もその邸宅である二条京極第（東二条殿）に住んでいたが、詮子の父である藤原兼家にそれを譲った代わりに詮子の保護を受けたのではないかとする推測がある。一方『栄花物語』では東三条院詮子から「宮の御方」と呼ばれ、愛情を持って大切に育てられている。東三条院詮子は明子をいつも幸せにして差し上げたいと思っていた。祖父の藤原師輔の夢であった藤原氏と源氏の共同政治を明子と弟の藤原道長とで実現できる、また源高明への藤原氏の贖罪でもあったと考えられる(人物叢書『藤原道長』)。

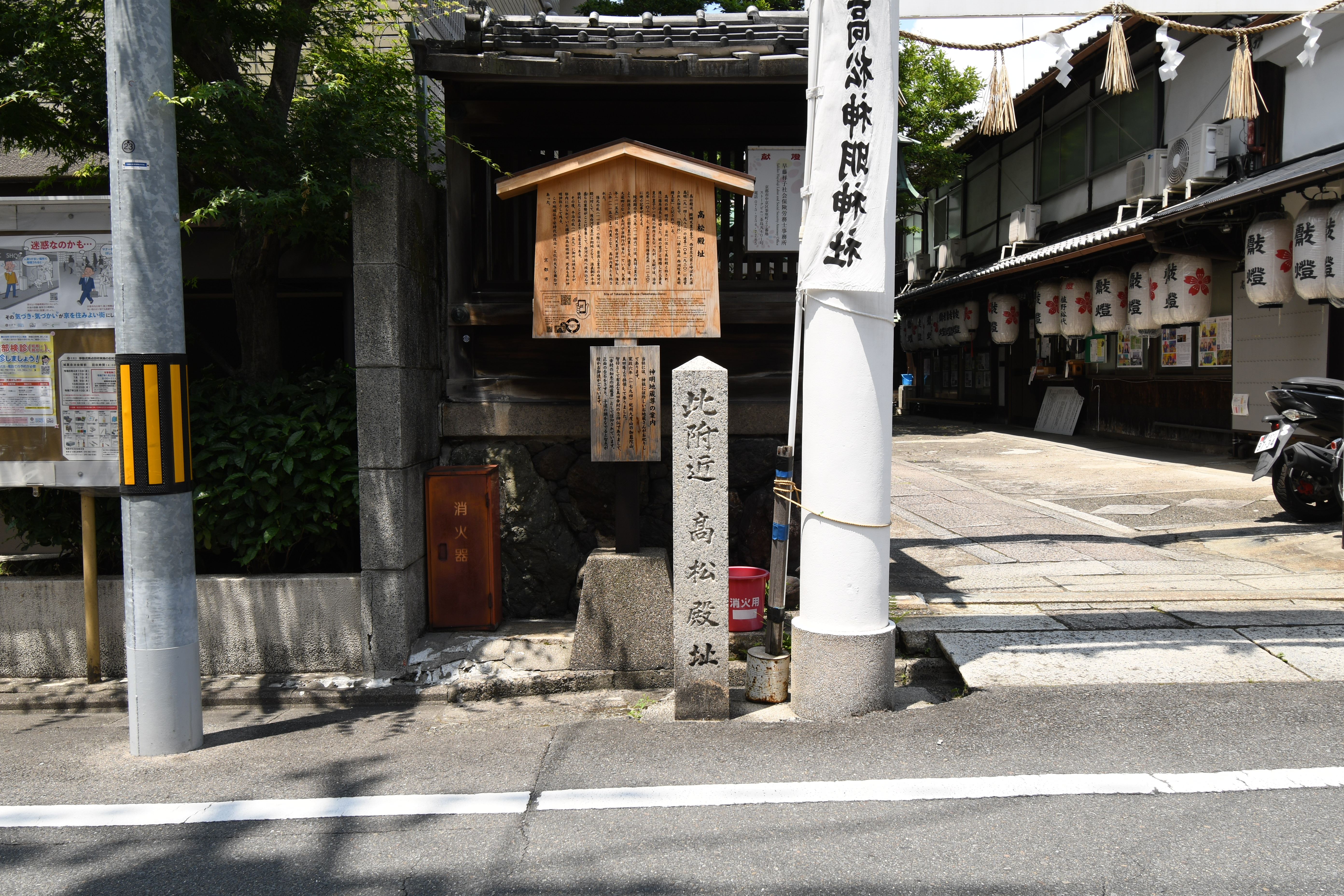
高松殿址碑

明子が結婚後に住んだ高松殿は父の高明から伝領した邸で、詮子の東三条殿の南隣であった。これ以降、明子は高松殿とも呼ばれるようになった。なお、寛弘元年（1004年）頃に高松殿を源則忠（盛明親王の実子）の堀川宅と交換して移り住む。新しい邸宅は近衛御門第とも呼ばれ、道長の本邸となっていた土御門殿と内裏の間にあったと推測されるから、道長が訪れるには好条件であった。明子の末子である長家はここで生まれている。
通説では、道長が源倫子と結婚した翌年の永延2年（988年）に明子と結婚したとされているが、異説として倫子と結婚する以前（永延元年春ごろ）にすでに明子と結婚していたという説が出されている。だが、いずれにせよ、倫子の父・源雅信は当時現職の一上であり、かつ道長を自分の土御門殿に居住させたことにより倫子が嫡妻とみなされ、明子は「妾妻」とみなされていた。その一方で、盛明親王の養女として女王身分を与えられたことがある明子の方が三世源氏に過ぎない倫子よりも身分が上という理解も可能であり、道長の昇進と共に他の貴族達を悩ませることになる（後述）。道長との間にもうけた子女は頼宗、顕信、能信、寛子（小一条院妃）、尊子（源師房室）、長家、盛子（三条天皇女御と伝わるが、存在の実否は不明)。
倫子は道長の最初の妻であると同時に当時の現職大臣の娘で道長の出世への助けになったのに対し、明子の父・源高明はかつての権力者ながらもすでに故人で、しかも安和の変で流罪になった人物であった。そのため、倫子所生の子女は嫡子として2人の関白と3人の皇后を輩出するめざましい立身を遂げたのに対して、明子所生の息子たちは頼宗の右大臣が最高位で、娘たちも天皇に入内することはなかった。そして、明子の息子の生き様も様々であった。次男の顕信については後述するとして、長男の頼宗は嫡兄・藤原頼通と協調して自己の出世を図ろうとしたが、三男である能信のみはそれを拒絶し公然と頼通と口論して父道長の怒りを買うことすらあったという（それでも父の威光で権大納言まで昇進している）。能信は頼通と敵対していた東宮尊仁親王（のち後三条天皇）とその母陽明門院を強く庇護し、そのことはやがて院政による摂関政治の凋落に繋がっていく。四男の長家はやや特殊で、誕生が遅く父・道長の庇護がいつまで受けられるか不明であったこと、頼通に嫡男が生まれなかったことから倫子と養子縁組をすることになり、倫子の子に準じた昇進をすることになる（ただし、権大納言に昇った時点で、頼通の庶子が嫡男として立てられることになり、その昇進は止まることになる）。
なお、明子と道長は不仲ではなく、明子の次男の顕信が突然比叡山で出家した時には、道長はすぐに明子のもとを訪れ「母（明子）・乳母不覚なり。見るに付け、心神不覚なり」と明子と共に正気を失うほどに悲嘆にくれている。明子の第四子の寛子が後一条天皇の大嘗会御禊の女御代を務めた翌日には、道長は明子のもとへ行き、女御代のことを相語らっている。また、子に関係なく、道長が病気の明子を見舞った記事も残っている。
『御堂関白記』において、道長の正妻である倫子の登場の多さに比べれば明子への言及は微々たるものではあるが、日記に一切現れない他の妻に比べると、その立場の違いは明らかであった。特に皇太子を退き上皇待遇となった小一条院敦明親王と娘寛子の結婚前後からは『御堂関白記』はじめ『栄花物語』などへの登場も増える。明子は道長がかつて失脚を計った小一条院と良好な関係を築き、桟敷で共に見物をするなど、両者の緩衝として重要な役割を果たした。
万寿2年（1025年）に寛子が亡くなると、小一条院は明子の孫にあたる頼宗娘を妻とした。その後、明子は二女の尊子と源師房が同居している家に遷った。万寿4年（1028年）に夫の道長が亡くなり、これ以降の明子についてはほとんど伝わっていない。
永承4年（1049年）に死去。享年85歳と長命であった。
尊子の孫娘藤原賢子は白河天皇の皇后として堀河天皇の母となった。また、頼宗の孫娘藤原全子が頼通の孫藤原師通（尊子の孫でもある）に嫁いで嫡男忠実を生んだ。そのため女系ながらも、明子の血筋は皇族、および五摂家に繋がっている。
長家からは御子左家として俊成・定家らが出て、冷泉家として今日まで続く。また、俊成の師にして古今伝授の祖たる藤原基俊は頼宗の孫であり、明子の血筋は文化的にも大きな役割を果たした。

### 妾妻とされたことについて
藤原道長の嫡妻は源雅信の娘・倫子とみなされ、明子は妾妻とされていたが、一方で盛明親王の養女として女王の格式を与えられて皇親の一員とされた明子の方が身分的には倫子より上と解されていたため、当時の公卿達も一般的な妾妻と同様に扱うことは出来ず、その扱いには苦慮していた。明子はその居宅により早い時期から「高松殿」と呼ばれていたが、一方で若い頃には「宮君」（『小右記』）・「姫宮」・「宮の御方」（ともに『栄花物語』）とも称されていた。その後、明子が堀川宅（近衛御門第）に移り住むと「近衛御門」とも称される。道長の『御堂関白記』に明子の記述が登場するのは寛弘6年（1010年）以降のことであるため「近衛御門」と記されているが、藤原実資の『小右記』では引き続き「高松殿」と呼ばれている。ただし、この時代に高貴な女性を建物・居宅名で呼ぶのは、未婚の女性か未亡人に対する敬意の現れとされており、妾妻である明子に対して用いるのは特殊な用法であった（夫である道長の場合には、単純に居場所をもって妻である明子を指し示したものか）。これに対して、倫子が「鷹司殿」と呼ばれるのは、道長の没後のことであり、これは道長の存命中は倫子が嫡妻として扱われてきたことを反映していると考えられている（そもそも、倫子の呼称の由来となった邸宅・鷹司殿は、道長の家司を務めた藤原惟憲が道長没後に倫子に献上した邸宅である）。

### 関連作品
- 『光る君へ』（2024年、NHK大河ドラマ、演：瀧内公美。名の読みは「あきこ」）

## 源明子（源信明の娘）
源 明子（生没年未詳）は、源信明の娘。母は典侍紀頼子。源典侍と呼ばれた。
紫式部の義姉（夫藤原宣孝の兄説孝の妻）